# Pañal

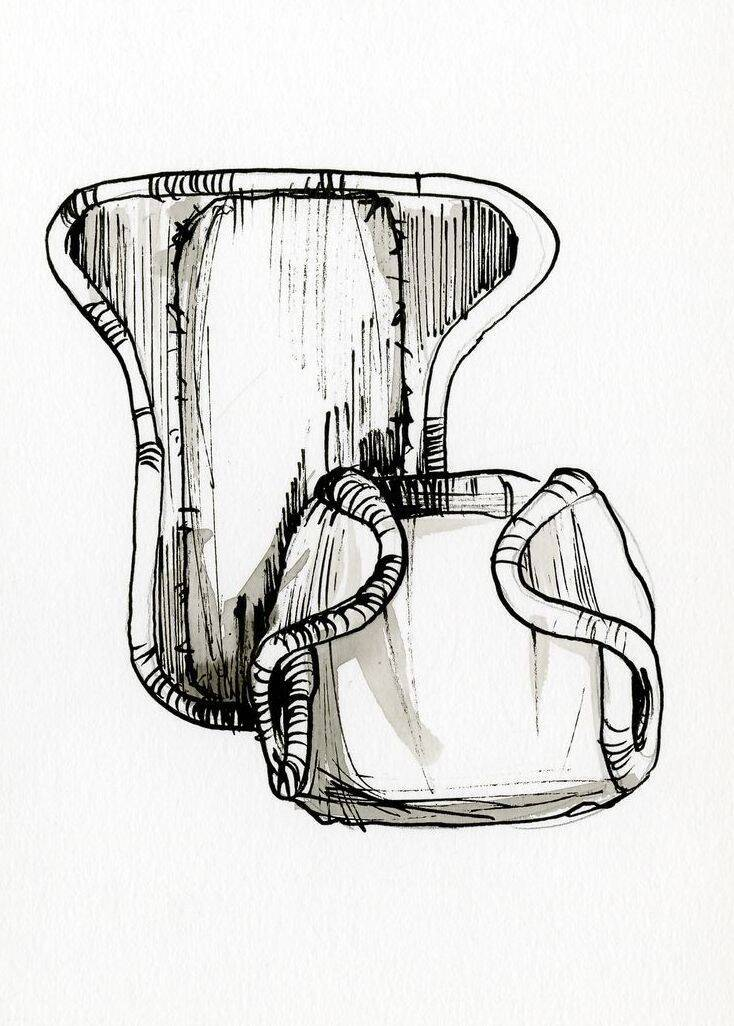
Ejemplo de pañales.

Un pañal es una prenda interior absorbente usada para higienizar y evitar la contaminación del entorno a causa de los desperdicios de un organismo. Suelen usarlo bebés y adultos que aún no tienen o han perdido la capacidad de controlar sus desechos (orina o heces), o son incapaces de encontrar un lugar donde depositar los mismos. Esto aplica tanto a personas que no pueden llegar a tiempo a un baño o no es accesible el mismo, tal es el caso de los astronautas, buzos, etc.

## Características
El propósito de un pañal es contener y mantener al que lo usa seco y confortable por varias horas. Cuando el pañal es utilizado y se alcanza su máxima capacidad, hay que cambiar el mismo por uno nuevo; este proceso suele hacerlo otra persona, aunque en ciertos casos también el mismo usuario puede cambiar el pañal.
El uso del pañal no es exclusivo de personas. Por varias razones los animales pueden utilizarlos, desde razones veterinarias (enfermedades, etc), hasta para facilidad del dueño del mismo, como puede ser el dueño de un mono u otro animal al que debe adiestrarse para el uso de un lugar común de depósito de desechos.
Aunque sin fecha de su invención, en diversas culturas ancestrales, como la azteca, egipcia y la romana, ya se empleaban diversos materiales, como hojas, telas o pieles, para cubrir al niño.
Para la década de 1970 los pañales tradicionales de tela aun se usaban en algunos países, consistían en una tela de algodón, de forma rectangular que era doblada de una manera particular.

## Tipos
Existen diversos tipos de pañales dependiendo del tipo de material del cual esté hecho. Estos pueden ser hechos de capas absorbentes, tela, tela de toalla sintéticos o cualquier otro material desechable absorbente.

### Pañales de tela

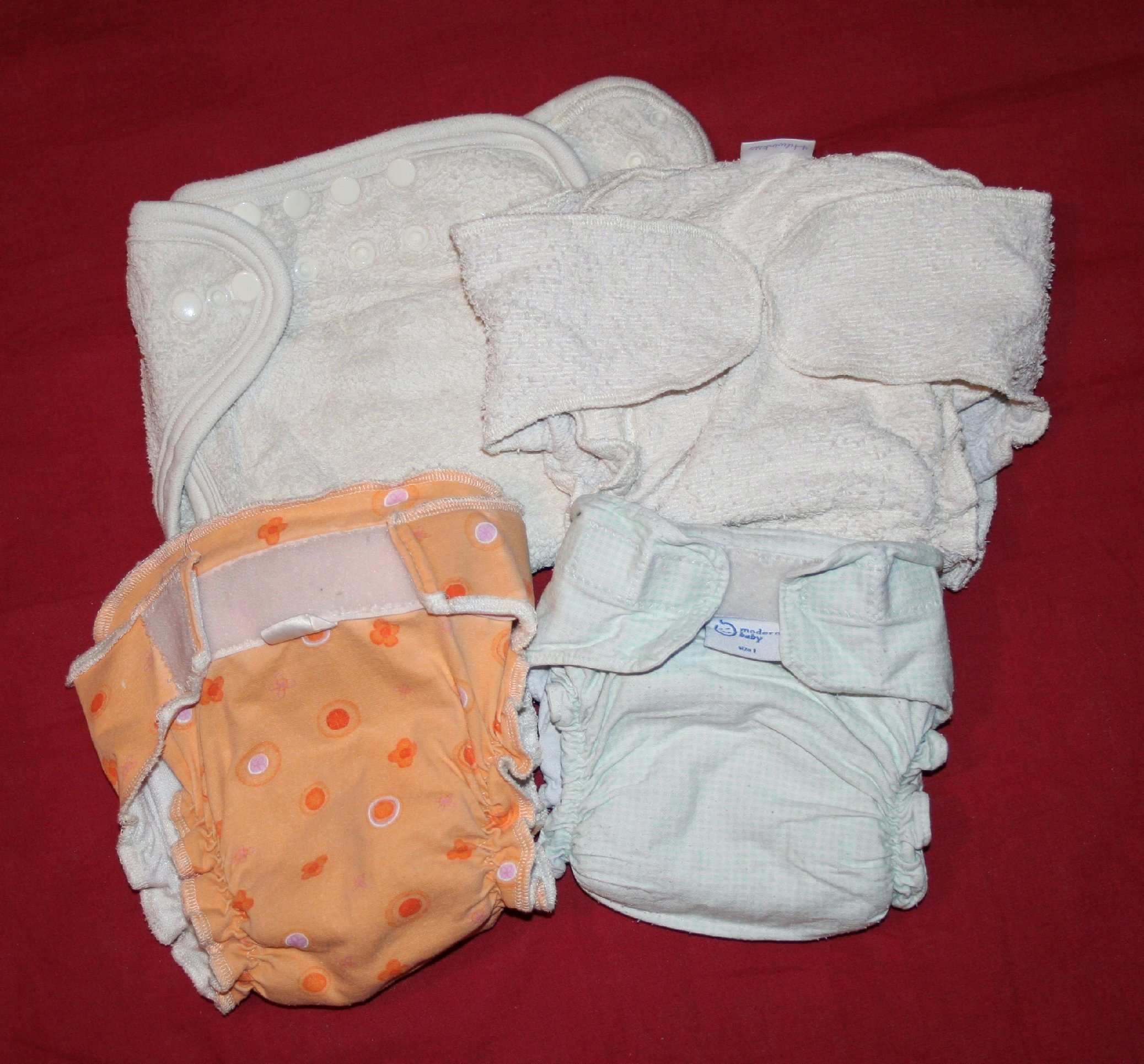
Pañales de tela.

Los pañales de tela son lavables y reutilizables, por lo que causan menos desechos.
Para adultos también existe ropa interior de algodón que permite contener las pérdidas de orina. Son lavables y evitan las lesiones que ocasionan los pañales desechables a largo plazo, resultando una buena opción incluso en el aspecto económico.

### Desechables

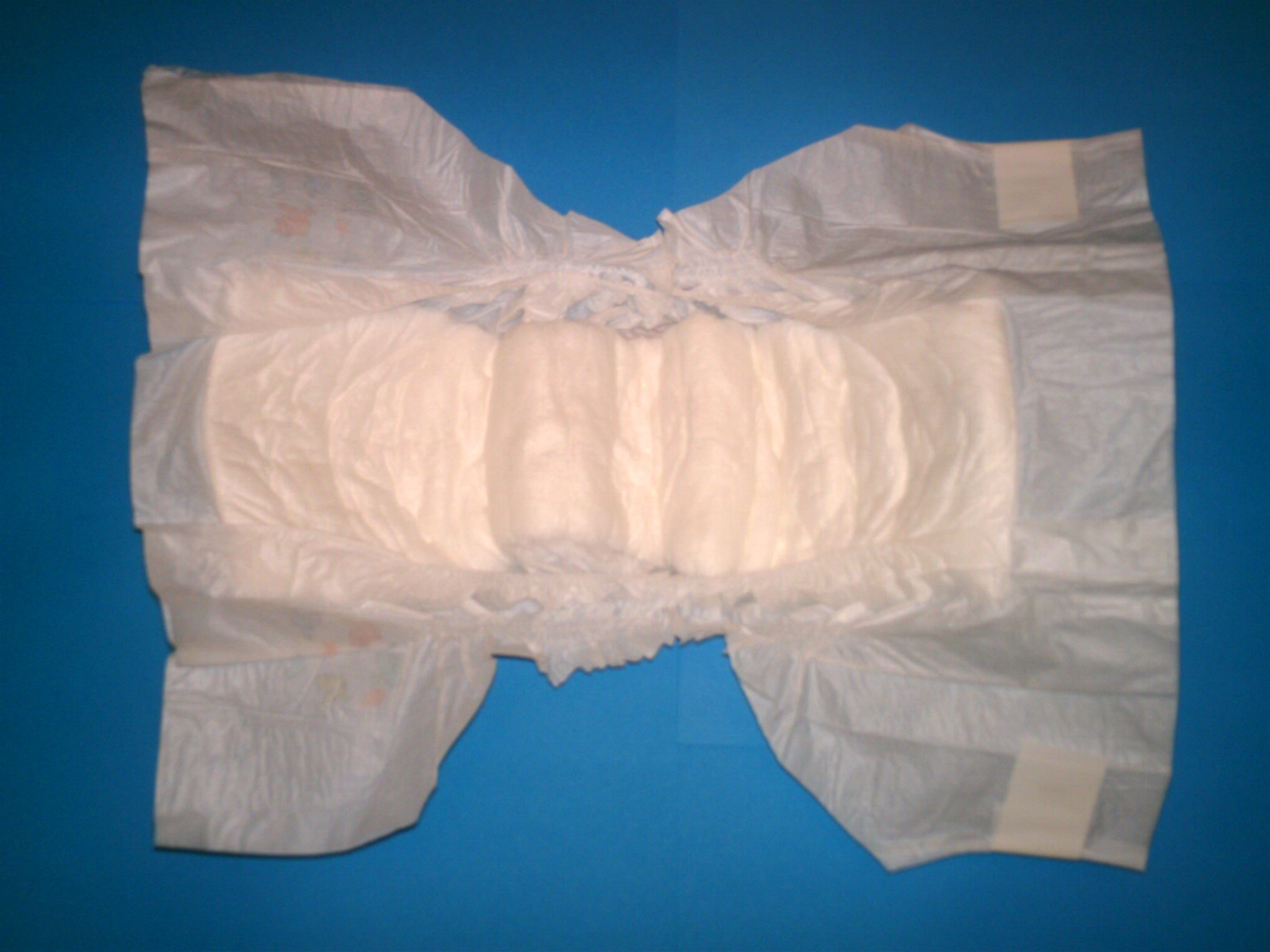
Por dentro de un pañal desechable para bebés con cintas resellables y puños elásticos.

Estos pañales son invención de la estadounidense Marion Donovan.
Son de un solo uso. Están formados por varias capas de celulosa, poliéster o poliacrilato de sodio (polímero superabsorbente), que absorben los líquidos, y una tela exterior impermeable, de polietileno que retiene el fluido y deja pasar el vapor. Cuentan con elásticos laterales que se adaptan a las piernas y cierres de velcro o adhesivo a la altura de la cintura. Por su comodidad son los más populares en la actualidad. Recientemente se han desarrollado nuevas variedades de pañales, como son los pañales de baño y los pañales braguita que no llevan cierres porque son elásticos y se suben por las piernas.

## Comercialización

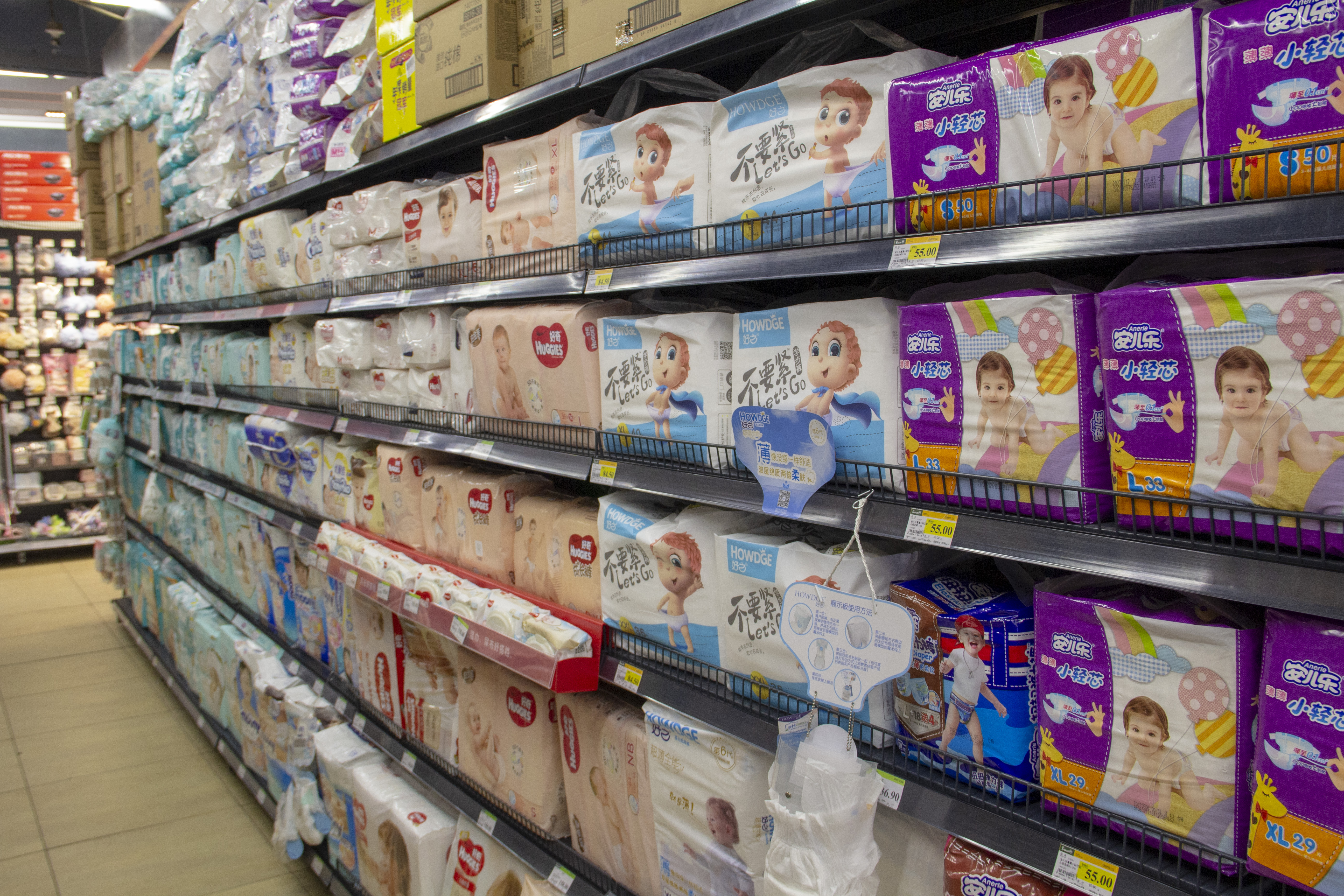
Pañales en un estante de un supermercado en Sichuan, China.

Los pañales son comercializados en el mundo entero por diferentes marcas tanto nacionales como regionales, inclusive marcas con presencia global como las afamadas marcas Pampers de Procter & Gamble y Huggies de Kimberly Clark, así como Baby Sens de SCA. Casi todos los supermercados los tienen también con su propia marca.
La comercialización de los pañales de tela, que parecía ya inexistente durante los ochenta y noventa, ha resurgido desde los años 2000 sobre todo en tiendas virtuales y tiendas de productos ecológicos.
Existe actualmente ropa interior de algodón diseñada para contener las pérdidas de orina. Son lavables y reutilizables. No presentan los problemas de lesiones que generan a largo plazo los pañales desechables y son más ecológicos. La marca más conocida es Wearever.